# Korptjärnen (Junsele socken, Ångermanland)
Korptjärnen är en sjö i Sollefteå kommun i Ångermanland och ingår i Ångermanälvens huvudavrinningsområde.